# 緑ヶ丘 (羽村市)
緑ヶ丘（みどりがおか）は、東京都羽村市の町名。現行行政地名は緑ヶ丘一丁目から緑ヶ丘五丁目。住居表示未実施区域。

## 地理
羽村市の中央部に位置し、南と南東に五ノ神、南に富士見平、南西に羽東、西に羽中、北に栄町、東に瑞穂町長岡と接している。

### 地価
住宅地の地価は、2025年（令和7年）1月1日の公示地価によれば、緑ヶ丘5丁目10番40の地点で17万8000円/m2となっている。

## 世帯数と人口
2025年（令和7年）7月1日現在（羽村市発表）の世帯数と人口は以下の通りである。
| 丁目         | 世帯数    | 人口    |
| ------------ | --------- | ------- |
| 緑ヶ丘一丁目 | 656世帯   | 1,259人 |
| 緑ヶ丘二丁目 | 754世帯   | 1,585人 |
| 緑ヶ丘三丁目 | 372世帯   | 733人   |
| 緑ヶ丘四丁目 | 578世帯   | 1,185人 |
| 緑ヶ丘五丁目 | 771世帯   | 1,502人 |
| 計           | 3,131世帯 | 6,264人 |

### 人口の変遷
国勢調査による人口の推移。
| 年                 | 人口  |
| ------------------ | ----- |
| 1995年（平成7年）  | 7,026 |
| 2000年（平成12年） | 7,067 |
| 2005年（平成17年） | 6,938 |
| 2010年（平成22年） | 6,837 |
| 2015年（平成27年） | 6,469 |
| 2020年（令和2年）  | 6,316 |

### 世帯数の変遷
国勢調査による世帯数の推移。
| 年                 | 世帯数 |
| ------------------ | ------ |
| 1995年（平成7年）  | 2,593  |
| 2000年（平成12年） | 2,717  |
| 2005年（平成17年） | 2,862  |
| 2010年（平成22年） | 2,884  |
| 2015年（平成27年） | 2,841  |
| 2020年（令和2年）  | 2,904  |

## 学区
市立小・中学校に通う場合、学区は以下の通りとなる（2012年6月時点）。
| 丁目         | 番・番地等 | 小学校               | 中学校                 |
| ------------ | ---------- | -------------------- | ---------------------- |
| 緑ヶ丘一丁目 | 全域       | 羽村市立富士見小学校 | 羽村市立羽村第二中学校 |
| 緑ヶ丘二丁目 | 全域       | 羽村市立富士見小学校 | 羽村市立羽村第二中学校 |
| 緑ヶ丘三丁目 | 全域       | 羽村市立松林小学校   | 羽村市立羽村第二中学校 |
| 緑ヶ丘四丁目 | 全域       | 羽村市立栄小学校     | 羽村市立羽村第二中学校 |
| 緑ヶ丘五丁目 | 全域       | 羽村市立栄小学校     | 羽村市立羽村第二中学校 |

## 交通

### 道路
- 東京都道249号福生青梅線

## 事業所
2021年（令和3年）現在の経済センサス調査による事業所数と従業員数は以下の通りである。
| 丁目         | 事業所数  | 従業員数 |
| ------------ | --------- | -------- |
| 緑ヶ丘一丁目 | 54事業所  | 360人    |
| 緑ヶ丘二丁目 | 38事業所  | 368人    |
| 緑ヶ丘三丁目 | 63事業所  | 4,474人  |
| 緑ヶ丘四丁目 | 11事業所  | 63人     |
| 緑ヶ丘五丁目 | 56事業所  | 1,057人  |
| 計           | 222事業所 | 6,322人  |

### 事業者数の変遷
経済センサスによる事業所数の推移。
| 年                 | 事業者数 |
| ------------------ | -------- |
| 2016年（平成28年） | 207      |
| 2021年（令和3年）  | 222      |

### 従業員数の変遷
経済センサスによる従業員数の推移。
| 年                 | 従業員数 |
| ------------------ | -------- |
| 2016年（平成28年） | 6,240    |
| 2021年（令和3年）  | 6,322    |

### 主な企業
- 日野自動車 羽村工場

## 施設
- 羽村市役所
- 羽村郵便局
- 富士見公園

## その他

### 日本郵便
- 郵便番号 : 205-0003[3]（集配局 : 羽村郵便局[16]）。